# Kvetch
 (décembre 2018).
Si vous disposez d'ouvrages ou d'articles de référence ou si vous connaissez des sites web de qualité traitant du thème abordé ici, merci de compléter l'article en donnant les références utiles à sa vérifiabilité et en les liant à la section « Notes et références ».
Kvetch est une pièce de théâtre de Steven Berkoff publiée en 1986.
Avec Kvetch, Berkoff s'exerce à nouveau dans le genre du récit, ce récit dramatique qui donne à ses pièces une existence particulière, un relief stylistique et une signature personnelle.
Tous ses personnages vivent dans leurs pensées, étranglés par leurs interdits, et ils retrouvent une respiration vacillante dans leurs questionnements intérieurs.
En faisant tenir à ses créatures un double discours, le discours intérieur et le discours à usage d'autrui, Berkoff nous livre une pièce riche de multiples propos, dédiée à tous ceux qui ont peur.
Pour nous renvoyer à nos propres angoisses, celles qui nous font tricher avec les apparences.